# كازوكي موراكامي
كازوكي موراكامي (باليابانية: 村上 一樹) (21 ديسمبر 1987 في ماتسوياما في اليابان – )؛ هو لاعب كرة قدم ياباني سابق كان يلعب كمدافع.

## وصلات خارجية
- كازوكي موراكامي على موقع رابطة كرة القدم اليابانية للمحترفين (اليابانية)
- كازوكي موراكامي على موقع قاعدة بيانات كرة القدم.إي يو (الإنجليزية)
- كازوكي موراكامي على موقع Soccerway.com (الإنجليزية)